# 宣光陵
宣光陵，是中国五胡十六国汉昭武帝刘聪的陵墓。
310年，其父刘渊死后，刘聪杀其兄刘和篡位，311年、316年，刘聪先后占领洛阳、长安，灭亡西晋。318年，刘聪死后，被葬在宣光陵。刘聪墓在山西省临汾市西南十一里。